# Крест Виктории (Канада)
Крест Виктории (англ. Victoria Cross; фр. Croix de Victoria) — военный знак отличия и высшая награда в канадской системе наград, учреждённая в 1993 году. Вручается канадским монархом или его королевским представителем — генерал-губернатором Канады любому военнослужащему канадских вооруженных сил или их союзников за выдающуюся храбрость и преданность перед лицом враждебных сил. В то время, как во многих других странах Содружества крест Виктории вручается только за действия против врага в военное время, канадское правительство имеет более широкое определение термина противника, потому канадский крест Виктории может быть присуждён за действия против вооруженных мятежников, пиратов, или других подобных враждебных сил не в военное время.

## Происхождение
Изначально крест Виктории был учреждён 29 января 1856 года указом королевы Виктории, и был предназначен для того, чтобы подчеркнуть героизм подданных королевы, в том числе канадцев, во время Крымской войны. До 1902 года крест не мог быть присуждён посмертно.
До 1972 года 81 канадский военнослужащий (в том числе из Ньюфаундленда) и 13 канадцев, проходивших службу в британских подразделениях, были награждены крестом Виктории. После 1972 года канадская наградная система была пересмотрена, и британский крест Виктории был исключён из официального списка канадских наград, что привело к возникновению многолетних споров относительно того, стоит ли возвращать награду. Премьер-министр Канады Пьер Трюдо уклонялся от вопросов по возвращению креста Виктории, а его преемник на этом посту Брайан Малруни создал в 1987 года комитет по изучению возможности воссоздания канадского креста Виктории в рамках новой серии воинских наград. Хотя комитет не рекомендовал называть новую награду «крестом Виктории», предлагая вместо этого названия Канадский крест и крест Воинской доблести, ввиду создания австралийского креста Виктории в 1991 году и давления внутренних монархических сил, (в частности, Монархической лиги Канады и Королевского канадского легиона), он был вынужден внести соответствующие поправки; В 1991 году личный законопроект получил поддержку всех политических партий страны в палате общин. 2 февраля 1992 года королева Елизавета II подтвердила введение новых канадских воинских наград (в частности и канадского креста Виктории), прекратив тем самым канадскую зависимость от Британской системы наград.

## Критерии
Крест Виктории присуждается «за наиболее заметную храбрость, смелый и выдающийся акт мужества и самопожертвования или крайнюю преданность долгу, в присутствии врага» в любой момент после 1 января 1993 года; крест может быть представлен посмертно, и, как и его британский аналог, может быть отозван. Основное различие между крестом Виктории и крестом за доблесть — конкретная ссылка на «врага», так как канадское правительство определило в качестве силы, враждебной по отношению к канадской короне, в том числе вооруженных мятежников, бунтовщиков и пиратов. Таким образом, канадец, участвующий в миротворческой операции, может быть награждён крестом Виктории, если служба отвечает указанным выше критериям.

## Присвоение

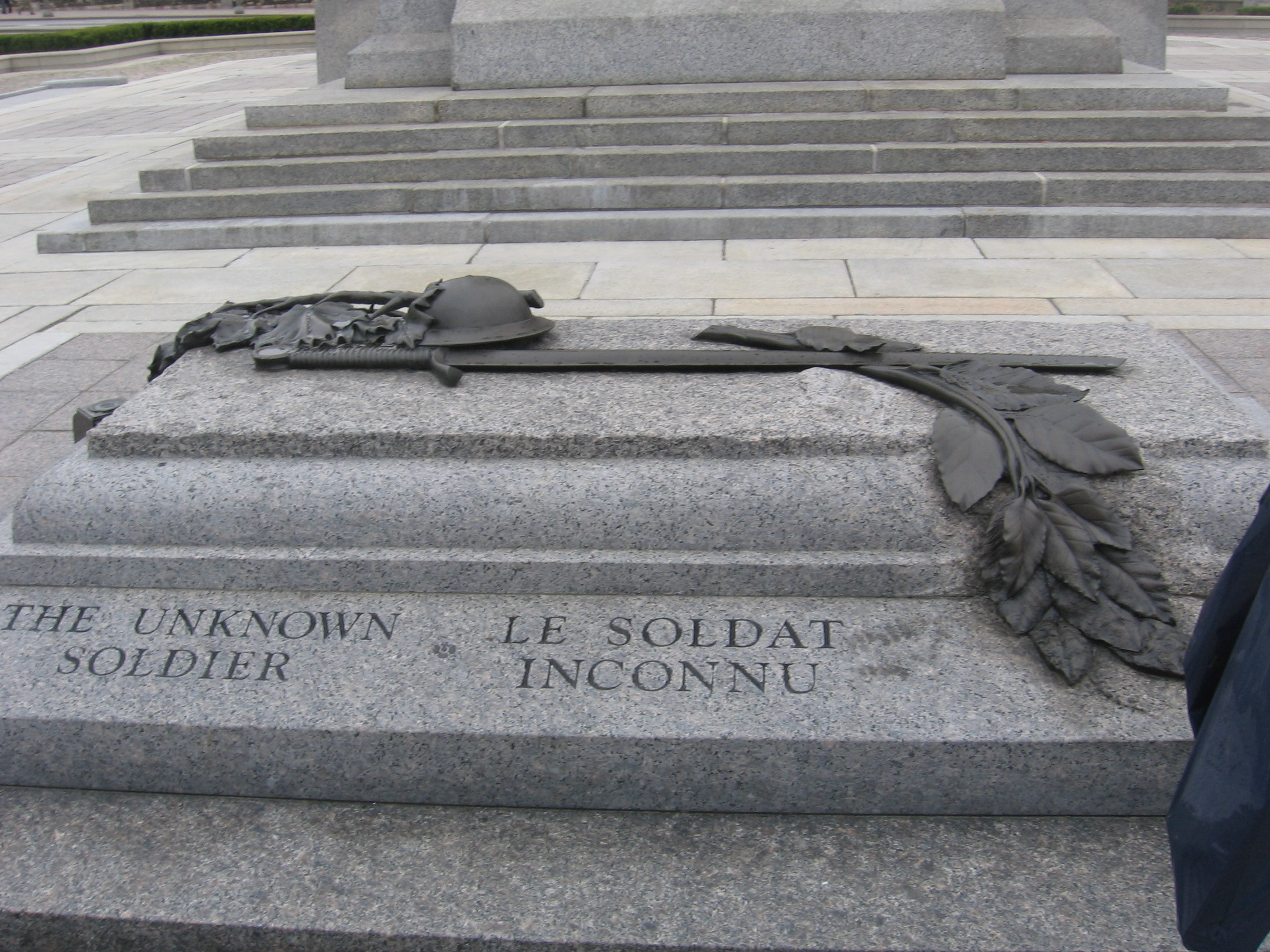
Канадская могила Неизвестного солдата

Процесс награждения крестом Виктории происходит следующим образом: через рекомендацию Консультативного Комитета, который является частью Министерства национальной обороны и состоит из шести членов, один из которых назначается генерал-губернатором, а остальные — начальником штаба обороны. Кроме того, полевой командир может подать запрос на вручение награды, хотя при этом должно быть получено разрешение от генерал-губернатора. Получившие награду имеют право получать содержание от канадского правительства.
По состоянию на апрель 2017 года канадская версия Креста Виктории ни разу не присуждалась. Последним канадским кавалером оригинального Креста Виктории является Эрнест Смит (ум. в 2005 году), получивший эту награду от короля Георга VI в 1945 году.
Ближе к концу канадского участия в войне в Афганистане, был поднят вопрос о строгости критериев, которые должны быть соблюдены, чтобы получить крест Виктории. Другие страны-члены Содружества награждали крестом Виктории множество раз, начиная с конца Второй мировой войны; некоторые представители Австралии, Новой Зеландии и британских вооруженных сил получали крест Виктории за проявленный героизм во время войны в Афганистане и Ираке. Военнослужащие канадских вооруженных сил поинтересовались у руководства, почему некоторые действия канадцев были признаны достойными только звезды воинской доблести. Начальник штаба обороны Уолтер Натынчик распорядился создать специальный комитет для изучения этого вопроса. Вскоре министерство национальной обороны признало, что существующая тогда система канадских наград устарела ввиду изменения концепций войн со времён Второй мировой войны и была разработана новая более сложная система канадских наград.

## Внешний вид
Дизайн канадского креста Виктории очень схож с британским аналогом, который был создан Альбертом Саксен-Кобург-Готским. Канадский крест Виктории представляет собой лапчатый крест, выполнен из бронзы, на лицевой его стороне изображён лев, стоящий на короне, и лента со словом «За Доблесть» (лат. Pro Valore). На обратной стороне указывается имя награждённого, звание и подразделение. В 2008 году лидер Граждан за Канадскую Республику Том Фреда высказал недовольство относительно внешнего вида награды, поскольку посчитал, что крест выполнен в «колониальном стиле символизма» и по своей форме оскорбителен по отношению к мусульманам и евреям.
Канадский крест Виктории — высшая награда в канадской системе наград.